# Hellbound (Film)
Hellbound ist ein US-amerikanischer Actionfilm aus dem Jahr 1994 mit Chuck Norris in der Hauptrolle. Regie führte sein Bruder Aaron Norris.

## Handlung
Shatter und Jackson sind zwei Chicagoer Polizisten, die einen grausamen Mord an einem Rabbi aufklären sollen. Dafür werden die beiden nach Israel zum Verhör vorgeladen. In Israel merken sie, dass sie von übernatürlichen Wesen verfolgt werden. Es stellt sich heraus, dass der Dämon Prosatanos die Kontrolle über die Welt erlangen will. In der Zeit der Kreuzzüge hatte er dies schon einmal versucht, wurde jedoch von König Richard gestoppt. Prosatanos wurde daraufhin von König Richard in eine unterirdische Gruft gesperrt. Die Quelle von Prosatanos Macht, ein Zepter, wurde in neun Stücke zerteilt und an heilige Orte auf der ganzen Welt verteilt. Diese Stücke blieben bis zum Ende des 20. Jahrhunderts sicher, bis zwei Grabräuber Prosatanos aus Versehen aus seinen Gefängnis befreiten. Prosatanos will nun alle neun Teile sammeln und zu seinem Zepter zusammenfügen, damit er die Weltherrschaft erlangen kann. Die Detektive Shatter und Jackson müssen ihn zusammen bekämpfen, um die Welt zu retten.

## Kritiken
„Höllischer Unsinn aus der 90er-Trash-Tonne.“

„Simpel und ohne schlüssige Dramaturgie entwickelt, setzt der Film größtenteils auf billige Effekte aus der Gruselkiste.“

## Hintergrund
- Der Film war die letzte Produktion, bei der Chuck Norris mit der Produktionsfirma Cannon Films zusammenarbeitete.[3]
- Hellbound wurde zwar 1992 gedreht, kam aber erst 1995 direkt auf Video heraus. Ursprünglich sollte der Film in die Kinos kommen, was aber auf Grund finanzieller Probleme nicht gelang. So wurde der Film nur im Januar 1994 sehr eingeschränkt bei Screening-Messen auf der Leinwand gezeigt.[4]
- Die Dreharbeiten fanden in Israel statt und wurden im Dezember 1992 beendet.[4]
- Es ist der fünfte von insgesamt sieben Filmen mit Chuck Norris in tragender Rolle, bei dem sein Bruder für die Regie verantwortlich ist.
- Hellbound wurde sowohl ungeschnitten mit der (alten) FSK-18-Freigabe, wie auch leicht gekürzt mit der FSK-16-Freigabe auf Video veröffentlicht. Der zensierten Fassung fehlte eine zehn Sekunden lange Szene.[5] Die 18er-Version wurde 1996 indiziert. 2021 endete die Indizierung nach Ablauf 25-jährigen Frist (automatische Listenstreichung gemäß §18 Abs. 7 JuschG).[6] Aufgrund der Indizierung wurde der Film geschnitten im Fernsehen ausgestrahlt.